# محمد بن سليمان المغربي
محمد بن محمد بن سليمان المغربي هو عالم من علماء المغرب ومن أشهر العلماء في القرن الحادي عشر الهجري، ولد في تارُودَانْت وهي قرية توجد تحديدا في منطقة سوس أقصى المغرب، ولد في (1037- 1094 هـ / 1628- 1683م)، ذهب إلى مصر والشام والأستانة، واستقر في الحجاز.

## نشأته
نشأ في بلده تارودانت بين أبويه حتى أصبح شابا، تاقت نفسه لطلب العلم فذهب عن أبويه إلى بلاد درعه لطلب العلم فيها، ثم خرج منها وجال في أقطار المغرب مرورا بمراكش وتادلا وصولا إلى فاس ليتعلم علوم الحكمة مثل الهيئة والحساب والمنطق، ولكن أحد علماء فاس زجره وأمره بالرجوع لوالديه والأخذ بخاطرهما، فرجع لهما وطابت قلوبهما وأذنا له بالسفر، فخرج مرة أخرى إلى مراكش وأقام بها مدة ثم تنقل بمناطق أخرى حتى دخل الجزائر وانتفع بعلمائها، ثم توجه للمدينة النبوية واستقر فيها ومنها إلى مكة ودخل بلاد أفريقيا، وركب البحر إلى إسطنبول، وحدثت له مع بعض علمائها وقائع منها مناظرة مع مفتي البلاد حول حرمة القهوة والدخان أفحمه فيها، فاضطر للتسلل والخروج إلى مصر ثم الصعيد ثم سافر إلى الحجاز وحج واستقر في المدينة النبوية، وأقام بها
سنينا وعازب في خلوة، ويعلل ذلك لفساد الوقت وشيوع المنكرات كلبس الحرير والتدخين، وقد التقى به العياشي صاحب الرحلة في المدينة عام 1073 هـ، ويذكر العياشي أنه لام الشيخ بن سليمان على عدم مخالطته الناس فقال له: (كيف أجلس إلى قوم أعلم حالهم وحال مكاسبهم من أكل المكوس وتعاطيهم للعقود المحرمة شرعاً، مع العلم بذلك فإن نهيتهم وزجرتهم وقعت معهم في أشد مما وقعوا فيه، وان سكت عنهم وباسطتهم وألنت لهم القول كنت معيناً لهم وممالئاً لهم على ما هم فيه، وتركت الواجب علي من هجرانهم بلا عذر إلى غير ذلك مما هو معلوم). وبلغ به الورع حتى أنه كان لا يأكل من ثمار المدينة لأن أصحاب الحوائط يظلمون عمالها، ومع ذلك فإن الشيخ محمد بن سليمان أُخرج من المدينة بعد أن أوذي فيها فتوجه نحو مكة المكرمة.

## حياته العلمية
كان الشيخ ابن سليمان رحمه الله من أكبر العلماء التقاة والذين يرجع إليهم أهل الحديث فمن مؤلفاته المشهورة في هذا المجال عن أهل الحديث صنف في العلوم الشرعية كتاب جمع الفوائد من جامع الأصول ومجمع الزوائد في الجمع بين الكتب الخمسة والموطأ، وكتاب صلة الخلف بموصول السلف. وكانت له دروسه في الحرم والتي كان يحضرها القاصي والداني وعلى رأسهم الشريف بركات،
ولايزال إلى وقتنا الحاضر يستشهد بعلمه علماء الفقه والحديث كمرجع موثوق ومشهور. زار أبو عبيد الله الشيخ محمد بن سليمان الجزائر وذلك لتدارس بعض النظريات الفلكية المستعصية مع علماء الفلك هناك، ولقـد صنف مؤلفا في صنع الأسطرلاب سماه بهجة الطلاب في العمل بالأسطرلاب الـذي تمـيز بأسـلوبه السـهل، فانتشـر بيـن طلاب العلـم في المعمورة. وكتاب تحفة أولي الألبـاب فـي العمـل بالأسطرلاب الذي بقي طويلا يستعمل لقياس مواضع الكواكب وتحديد سـيرها، وكذلك لمراقبة حالة الجو وشؤون الملاحة. وقد جمع في هذا الكتاب آراء العلماء الأوائـل فـي حـقل علـم الفلك، حيث صار من أهم المراجع للباحثين ليس فقط لمن يريد أن يعـرف كـيف يسـتخدم الأسـطرلاب، ولكـن أيضـا لمـن يريد أن يطلع على طريقة صناعة الأسطرلاب وأشهر آثاره (كرة) في التوقيت والهيأة. نقل صاحب الدر المنتخب عن العياشي ما خلاصته: من ألطف ما اخترعه آلة في التوقيت والهيأة لم يسبق إلى مثلها، وهي كرة مستديرة الشكل يحسبها الناظر إليها بيضة مسطرة كلها دوائر ورسوم، وقد ركبت عليها أخرى مجوفة، منقسمة النصفين، فيها تخاريم وتجاويف لدوائر البروج وغيرها، مصبوغة باللون الأخضر تغني عن كل آلة تستعمل في فني التوقيت والهيأة، مع سهولة المدرك، وتخدم لسائر البلاد على اختلاف أعراضها.

## حياته الشخصية
وقد مكنته هذه الرحلة العلمية الطويلة من توسيع وتنويع معارفه الثقافية والعلمية، واعتُبر رحمه الله من العلماء الموسوعيين، حيث كانت له معرفة تامة بعلوم الحديث والفقه والحساب والفلك والأدب وغير ذلك، كما كان رحمه الله متقنا لعدد من الحرف والصنائع، وقد أهّلته مكانته العلمية لتولي مناصب عالية، منها التدريس، والإشراف على شؤون الحرمين الشريفين، وتولي الإمامة والفتوى بالمسجد الحرام، كما كان رحمه الله متقدما على علماء عصره في كثرة مؤلفاته وتنوعها، في عصر عرف أزمات سياسية واجتماعية، ومع ذلك وجدناه يتغلّب على صعاب الحياة ويخوض ميدان الطلب والتحصيل حتى اكتسب معارف مُتنوعة واستقامت له مشاركة واسعة في عدد من العلوم إلى أن صار معدودا من العلماء المشاهير، أفَادَ الروداني أبناء بلده بعِلْمِه الغزير، وشمل عطاؤه في مجال تدريس العلم عددا من أهل البلاد التي رحل إليها كالحجاز والشام. فكان نموذجا بعلمه، النبيل بأخلاقه.

## دخول مكة
كان أبو عبيدالله الشيخ محمد بن سليمان المغربي من أبرز العلماء المجاورين بالحرمين الشريفين في القرن الحادي عشر الهجري
وفي مكة كان الشيخ بن سليمان على عداء مع الشريف سعد بن زيد الذي عين أميراً عليها عام 1077 هـ ويبدو أن هذا العداء كان بسبب أن الشيخ بن سليمان لم يكن راضياً على البدع والمنكرات من الغناء في الزوايا الصوفية وبناء القباب وما إلى ذلك، وقيل أن الشيخ بن سليمان تشفع عند الشريف سعد في رجل أزبكي فلم يشفعه فيه وكان ذلك عام 1080 هـ واتفق في هذا العام.
أن أخ الصدر الأعظم أحمد باشا كوبريللي، حج هذه السنة، وكان مهتم بعلم الفلك فاجتمع بالشيخ محمد بن سليمان المغربي وأخذ عنه، فطلب منه أن يسافر معه إلى إسطنبول ففعل، وقابل هناك الصدر الأعظم أحمد كوبريللي وطلب منه أن يزيل أشياء بمكة المكرمة، فأمر بإبطالها.
استطاع الشيخ محمد أن يقنع الخلافة بعدم أهلية الشريف سعد بن زيد فبعثت إلى مصر بإرسال ثلاثة آلاف جندي إلى مكة، وإلى حلب بإرسال ألفي جندي يقودها صاحب حلب حسين باشا وأمرت حسين باشا أن يأتمر بأوامر الشيخ محمد بن سليمان المغربي
وانتهى الجيشان إلى مكة في موسم عام 1083 هـ وحدثت لقاءات ومراسلات بين الشريف سعد وحسين باشا وتوترت العلاقات فلما أحس الشريف سعد بأنه لا قبل له بقوة الجيش غادر منى خفية ورحل إلى دار الخلافة في تركيا. وفي منزل الشيخ محمد بن سليمان المغربي اجتمع حسين باشا مع كبار الموظفين وأعيان الأشراف ثم استدعوا الشريف بركات بن محمد من آل بركات وأعلنوا ولايته بموجب مرسوم الخلافة وتلي كذلك مرسوم خاص بالشيخ محمد، وبهذا غلب نفوذ الشيخ المغربي في مكة وقام بتغيير النظم السائدة ذلك الوقت وقمع البدع ولم يكن الشريف بركات ليوقفه وتعايش مع هذا الوضع الجديد الذي لم تعرفه الأمراء من قبل، رغم أن الشريف بركات كان حازماً لا يستهان به ولكن الدعم القوي للشيخ المغربي من قبل الخلافة جعلته يتقبل نفوذ الشيخ المغربي وهذا قد يكون من سياسته. وقام الشيخ بأعمال كثيرة يطول سردها، ومعظم هذه الأعمال كانت تخدم العوام وطلبة العلم وفي نفس الوقت أثارت على الشيخ الأمراء والوجهاء، ولكن الشيخ كان جريئاً شجاعاً في قراراته مما يدل على قوة نفوذه.
فكان له من النفوذ القوى ما يمكنه من الفصل في جميع المسائل الفقهية الخاصة والعامة، ويجعل شريف مكة المكرمة يرجع إليه، ويصدر عن رأيه في جميع القضايا
وبعد ثلاثة أعوام وبوفاة الصدر الأعظم وفي عام 1087 هـ أمر الوزير الجديد وهو مصطفى بن محمد كوبريللي محمد الرابع (عثماني) برفع يد الشيخ المغربي ونهيه عن التدخل في أمور البلاد، ولكن وجود الشيخ في مكة كان له تأثير وهذا من هيبته فجاء الأمر بإبعاده

## أعماله في مكة
- أخرج المغربي أصحاب الخلاوي من خلاويهم وأربطتهم التي كانت موقوفة على آبائهم وتوارثوا وقفيتها، وأعطاها لطلبة العلم المجاورين ممن ليس لهم بيوت يأوون إليها، آخذاً في الاعتبار شروط واقفها.
- أخذ مدرسة الشرابية من الشيخ أحمد الحكيم وأعطاها لبعض المجاورين ليسكنوها، وأخرج إبراهيم بيري زادة من وقف الدوربي الكائن بأعلى المدعى من جهة سوق الليل.
- وأنشأ تكية في المسعى وكانت تعرف إلى عهد قريب بتكية السيدة فاطمة وصرف عليها أموالاً كثيرة وصارت للفقراء ” دشيشة ” ينفق على صنعها من كراء أوقاف جقمق وقايتباي.
- بنى المغربي رباطاً للفقراء يعرف في عهده برباط ابن سليمان عند باب إبراهيم يسكنه أهل اليمن.
- أدخل بعض التعديلات على النظم القائمة يومها في مدرسة قايتباي فأضاف إليها جملة صالحة من مدرسي المذاهب واستبدل مدرس المذهب الحنبلي بآخر يدرس الحديث.
- بنى مقبرة في المعلاة سميت مقبرة ابن سليمان ويعتقد السباعي أنها المقبرة الموجودة الآن وتسمى السليمانية
- منع الشيخ أصحاب الزوايا من ضرب الدفوف منع خروج النساء ليلة عيد المولد كما يشير السباعي في كتابه تاريخ مكة أن حارة السليمانية في مكة تنسب للشيخ بن سليمان المغربي

## إخراجه من مكة
خرِج من مكة بعد شِبه فتنة، إذ ورد أمر السلطان العثماني بإخراجه من مكة

## هل كان صوفيا؟
من يقرأ سيرة الشيخ في رحلاته لطلب العلم خاصة عند صاحب كتاب مشيخة أبي المواهب قد يعتقد أنه صوفي، ولكن أعماله في مكة تدل على أنه كان ضد كثير من مظاهر التصوف كالبناء على القبور، ودق الطبول، وخروج النساء في المولد، يقول الشيخ الدكتور حاتم العوني الشريف (فهذا محمد بن محمد بن سليمان المغربي، والذي توفي قبل مولد الشيخ محمد بن عبد الوهّاب، حيث توفي سنة (1094هـ)، وهو أحد علماء الحجاز الذين كانوا غير راضين عن كثير من بدع الاحتفالات الدينية التي كانت تقام في الحجاز حينها، وكان شديد النفرة من بناء القباب على القبور، ويصف ذلك بأنه من بدع الكفار المنكرة. بقي معتزلاً في بيته، لا يستطيع أن يطالب بما يعتقده ويدين الله تعالى به. حتى عرفه وزير الدولة العثمانية الأكبر، وأحبه وعظّمه، فولاّه النظر في الشؤون الدينية للحجاز، فمنع تلك الاحتفالات، وهدم القباب. ولكن ما إن توفي ذلك الوزير، حتى عُزل الروداني من منصبه، وأوذي أشدّ الإيذاء، وخرج من مكّة
والحجاز بأسوأ معاملة. ثم أعيدت تلك الاحتفالات، وبنيت القباب من جديد

## قالوا عنه
يَعرف الحديث والأصول معرفة ما رأينا مَن يعرفها ممن أدركناه.
وكان له في التفسير، وأسماء الرجال، وما يتعلق به يد طائلة.
وأما علوم الأدب فإليه النهاية فيها. وكان يبحث في العربية والتصريف بحثا تاما مستوفيا.
وكان يحفظ في التواريخ وأيام العرب ووقائعهم والأشعار والمحاضرات شيئًا كثيرا.
وكان يتقن فنون الرياضة إقليدس والهيئة والمخروطات والمتوسطات والمجسطي.
وقد أَخَذ عنه بمكة والمدينة والروم خلق، ومدحه جماعة وأثنوا عليه.

## مؤلَّفاته
- جمع الفوائد من جامع الأصول ومجمع الزوائد
- صلة الخلف بموصول السلف
- بهجة الطلاب في العمل بالإسطرلاب
- حاشية على التسهيل في النحو
- منظومة في علم الميقات
- مختصر تلخيص المفتاح في المعاني والبيان وشرحه
- مختصر التحرير لابن الهمام

نبذة عن كتاب: جمع الفوائد من جامع الأصول ومجمع الزوائد
هو الكتاب الذي جمع 15 كتاب من كتب أصول الحديث:
- 1- صحيح البخاري
- 2- صحيح مسلم
- 3- سنن النسائي
- 4- سنن أبو داود
- 5- سنن الترمذي
- 6- سنن ابن ماجة
- 7- سنن الدارمي
- 8- موطأ مالك
- 9- مسند الإمام أحمد بن حنبل
- 10- مسند أبي يعلى الموصلي
- 11- مسند البزار
- 12- معجم الطبراني الكبير
- 13- معجم الطبراني الأوسط
- 14- معجم الطبراني الصغير
- 15- زوائد رزين

ويحتوي الكتاب على: 10131 حديث
الجمع بين الكتب الخمسة والموطأ. على طريقة ابن الأثير في «جامع الأصول»، إلا أنه استوعب الروايات من الكتب الستة ولم يختصر كما فعل ابن الأثير. اشتغل فيه مدة إقامته بدمشق بعد أن أُخرِج من مكة. [قاله المحبي، وبنحوه ذكر أبو المواهب في «مشيخته»، وأشار الزركلي إلى أنه مطبوع
جمع الفوائد من جامع الأصول ومجمع الزوائد. هكذا ذكر المؤلف عنوانه في مقدمته، وذكره به الكتّاني به في «المستطرفة»، والزركليُ وقال: مطبوع في الحديث.
ولعل الكتابين واحد؛ كما يُفهَم مِن «هدية العارفين» و«إيضاح المكنون»؛ حيث جاء الكتاب فيهما: «جمع الفوائد من جامع الأصول ومجمع الزوائد، في الجمع بين الكتب الخمسة والموطأ. في ثلاث مجلدات» اهـ. واقتصر على الأول فقط: المحبي وأبو المواهب الحنبلي. وفَرَّق بينهما الزركلي في «الأعلام» (فلْيُبحَث).
صلة الخلف بموصول السلف. [قال الزركلي: «رأيته في مكتبة الحرم بمكة»، وقد طُبع]، وهو فهرست يجمع مروياته وأشياخه، ذكر فيه أنه وقع له بالمغرب غرائب، [قال الكتاني: نادرة في بابها جودةً واختيارًا وترتيبًا، ليس في فهارس أهل ذلك القرن -الحادي عشر- بالمشرق والمغرب ما يشابهها أو يقاربها، عدا كنز أبي مهدي الثعالبي فأنه أجمع وأوسع، وبالجملة فنفسه فيها نفس المتقدمين، قال عنه الشمس ابن عابدين في عقود اللآلي إنه سلك فيها سبيل الاطناب وأَتى فيها بالعجب العجاب .
- الأسطرلاب. انتشر في الهند واليمن والحجاز.
-[وعند الزركلي: «تحفة أولي الألباب في العمل بالأسطرلاب .
- مختصر التحرير في أصول الحنفية لابن الهمام.
- وشرحه.
- ومختصر تلخيص المفتاح.
- وشرحه.
- والمختصر الذي ألَّفه في الهيئة.
- والحاشية على التسهيل.
- والحاشية على التوضيح.
- وله منظومة في علم الميقات.
- وشرحها.
- وله جدول جمع فيه مسائل العروض كلها.

## وفاته
وتوفي رحمه الله عام 1094 هـ كما تقدم في دمشق، في عاشر ذي القعدة ودفن بوصية منه في التربة الإيجية بسفح جبل قاسيون